# Planonasus indicus
Planonasus indicus — вид кархариноподібних акул з родини псевдокунячих акул (Pseudotriakidae).

## Поширення
Вид поширений на півночі Індійського океану поблизу західного узбережжя Індії (неподалік Кочі) та Шрі-Ланки.